# Philipp I. (Flandern)
Philipp von Elsass († 1. Juni 1191 bei Akkon) war ein Graf von Flandern aus dem Haus Châtenois. Er war ein Sohn des Grafen Dietrich von Flandern (genannt Dietrich von Elsass) und der Sibylle von Anjou.

## Leben
Philipp heiratete in erster Ehe 1159 Elisabeth (Mabile), Tochter des Grafen Rudolf I. von Vermandois, die 1167 das Vermandois von ihrem Bruder erbte, was die Gewichte der Grafschaft Flandern nach Süden verschob und das Gleichgewicht der Kräfte in Nordfrankreich bedrohte. Im Jahr 1168 nahm Philipp den Grafen Florens III. von Holland gefangen, den er zur Huldigung für Zeeland zwang. Zusammen mit seinem Bruder Matthäus und König Ludwig VII. von Frankreich unterstützte er ab 1173 den jungen Heinrich bei dessen Revolte gegen den Vater, den englischen König Heinrich II. Plantagenet. Dabei versprach der junge Heinrich ihm im Erfolgsfall die englische Grafschaft Kent. In der Normandie eroberte Philipp Nauchâtel-en-Bray und Aumale und belagerte vom Juli bis August 1174 Rouen, das er aber nach einem Entsatz Heinrich Plantagenets aufgeben musste. Auch sein Verbündeter in England, Robert de Beaumont, 3. Earl of Leicester, unterlag in der Schlacht bei Fornham.

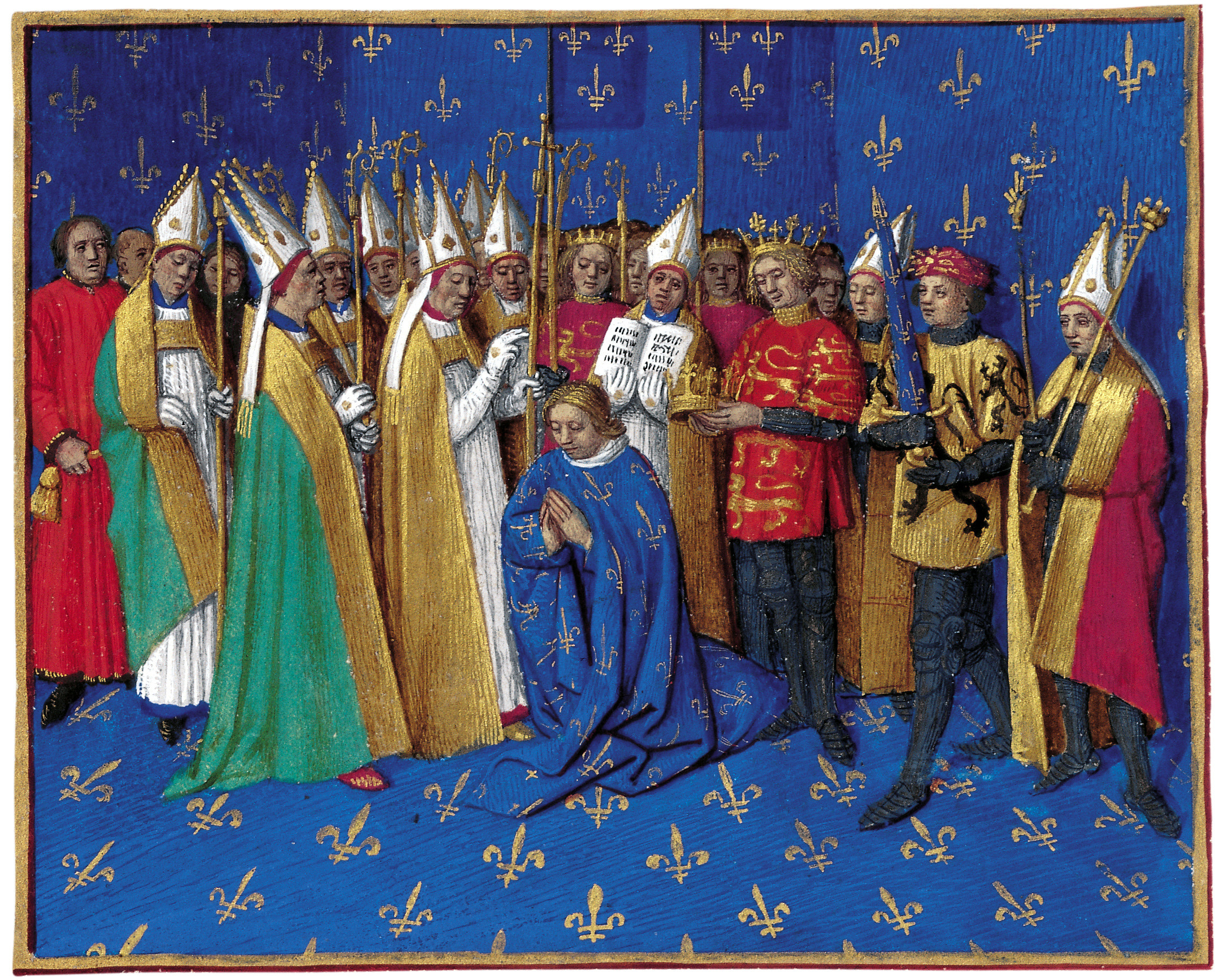
Krönung König Philipps II. von Frankreich.
Zweiter von rechts, Graf Philipp als Schwertträger. (Jean Fouquet)

Von 1177 bis 1179 unternahm Philipp gemeinsam mit William de Mandeville einen Kreuzzug in das Heilige Land, wo er ein Angebot zur Regentschaft des Königreichs Jerusalem ablehnte und den Fürsten Bohemund III. von Antiochia bei der Belagerung von Harim unterstützte.
Zurück in seiner Heimat setzte Philipp den Ausbau seines Verwaltungsapparats fort und ließ bei Gent die Burg Gravensteen errichten. Zu seiner Zeit erreichte Flandern einen Höhepunkt des wirtschaftlichen Wohlstandes, was Philipp zu einem der reichsten Fürsten machte. Er wurde ein Tutor des Kronprinzen Philipp II. August, den er 1180 mit seiner Nichte Isabella von Hennegau verheiratete und das Artois als Mitgift übertrug. Seinen Schützling unterstützte er auch bei dessen Herrschaftsantritt im selben Jahr gegen die Grafen von Champagne. 1182 entwickelte sich aber zwischen Philipp und dem König selbst ein Konflikt, nachdem seine Frau Elisabeth (Mabile) kinderlos starb und er in einen Streit mit seiner Schwägerin Eleonore um das Vermandois geriet. Der Konflikt konnte 1185 vertraglich gelöst werden, indem Philipp bis zu seinem Tod im Besitz der Grafschaft Vermandois bleiben konnte.
Philipp nahm am Dritten Kreuzzug teil, vor allem an der Belagerung von Akkon, bei der er – wie auch viele andere Teilnehmer – starb. Er wurde in der Kathedrale St. Nicolas in Akkon bestattet, später aber von seiner Witwe in die Abtei Clairvaux überführt. Sein Ableben veranlasste den dort ebenfalls anwesenden Philipp August nach der Kapitulation Akkons, seine Teilnahme am Dritten Kreuzzug zu beenden, um in der Heimat Philipps Nachfolge in seinen französischen Besitzungen zu regeln. Dabei überließ er Mabiles Schwester Eleonore den östlichen Teil der Grafschaft, bis er 1213 nach ihrem kinderlosen Ableben ihre Güter einzog, und nahm den westlichen selbst in Besitz.
Philipp von Elsass hatte in zweiter Ehe im August 1183 Teresa Matilde von Portugal (1157–1218) geheiratet, eine Tochter von Alfons I., dem ersten König des Landes. Da auch diese Ehe kinderlos blieb, erbten seine Schwester Margarete und ihr Ehemann Balduin V. Graf von Hennegau seine flandrischen Besitzungen.
Der Autor Chrétien de Troyes widmete Philipp sein letztes unvollendetes Werk, Li Contes del Graal.

## Wappen
Philipp von Elsass ist der erste bekannte wappentragende Graf von Flandern. Der im späten 14. Jahrhundert von dem Mönch Johannes dem Langen (auch Johannes von Ypern genannt) niedergeschriebenen Chronik der Abtei Saint-Bertin nach habe Philipp während eines Kreuzzuges im heiligen Land einen „König von Albanien“ im Zweikampf getötet und anschließend dessen Wappen, einen Löwen auf goldenem Schild, an sich genommen. Damit habe er sogleich das Wappen seiner Vorfahren, das „Oude Vlaenderen“, ersetzt.
Unabhängig von dieser Geschichte ist das flämische Löwenwappen für Graf Philipp zeitgenössisch belegt auf einem Siegel aus dem Jahr 1162, also mehrere Jahre bevor er 1177 zu seinem ersten Kreuzzug aufgebrochen war. Das angeblich von ihm ersetzte ältere Wappen („Oude Vlaenderen“) ist rein legendär, und es ist nicht bekannt, ob es jemals überhaupt von einem Grafen geführt worden war. Es wird heute aber dennoch von der belgischen Provinz Westflandern als Flagge benutzt.

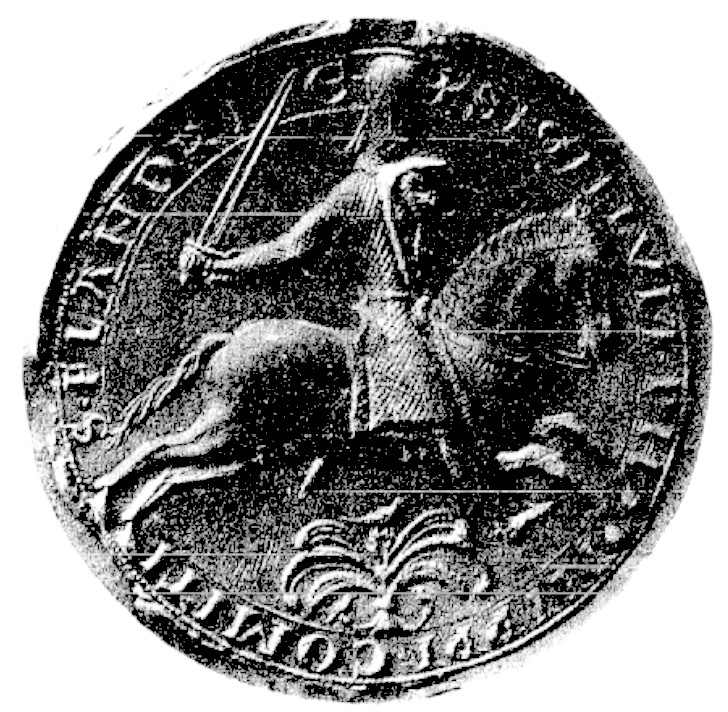
Ein Siegel Graf Philipps I. von Flandern
Das Wappen der Grafen von Flandern
Das legendäre ältere Wappen von Flandern („Oude Vlaenderen“)